# Коловатовка
Коловатовка — деревня в Острогожском районе Воронежской области.
Входит в состав Ольшанского сельского поселения.
| 2000 | 2005 | 2010 |
| ---- | ---- | ---- |
| 70   | ↘58  | ↘55  |

В деревне имеется одна улица — Калиновая.